# Lenguas yapénicas
Las lenguas yapénicas o lenguas de Yapen son una rama de lenguas malayo-polinesias habladas en la isla de Yapen y la isla cercana de la bahía de Cenderawasih en la provincia indonesia de Papúa. Estas lenguas se hablan junto con otras lenguas papúes autóctonas de Yapen llamadas lenguas yawanas.

## Clasificación interna
Las lenguas yapénicas se clasifican en dos grupos:
- Orientales: Kurudu, Wabo.
- Centro-occidentales: Ambai, Ansus, Busami, Munggui, Marau, Pom, Papuma, Roon, Serui-Laut, wandamen, Woi.

## Comparación léxica
Los numerales en diferentes lenguas yapénicas son:
| GLOSA | Centro-occidentales | Centro-occidentales | Centro-occidentales | Centro-occidentales | Centro-occidentales | Centro-occidentales | Centro-occidentales | Centro-occidentales | Centro-occidentales | Centro-occidentales | orientales | orientales | PROTO- YAPEN      |
| GLOSA | Ambai               | Ansus               | Busami              | Marau               | Munggui             | Papuma              | Pom                 | Roon                | Wanda- men          | Woi                 | Kurudu     | Wabo       | PROTO- YAPEN      |
| ----- | ------------------- | ------------------- | ------------------- | ------------------- | ------------------- | ------------------- | ------------------- | ------------------- | ------------------- | ------------------- | ---------- | ---------- | ----------------- |
| 1     | boyari / mansiri    | kaoiri              | bo-siri             | ko-siiri            | bo-hiri             | bo-iri              | korisi              | yosier              | siri                | ko'risi             | bosandi    | bosani     | *-siri/ *-sani(?) |
| 2     | boru / mandu        | kodu                | bo-ru               | ko-iru              | bo-ru               | bo-ru               | koiru               | suru                | muandu              | 'koru               | boru       | boru       | *-ru              |
| 3     | botoru / mantoru    | toru                | bo-toru             | toru                | bo-toru             | bo-toru             | toɾu                | kior                | toru                | 'toru               | botor      | boto       | *-toru            |
| 4     | boa / mana          | manua               | bo-ati              | a'ti                | bo-ati              | bo-a                | ɑt                  | fiak                | at                  | 'mwana              | boat       | boata      | *-ati             |
| 5     | riŋ                 | riŋ                 | ri(ŋ)               | riŋ                 | bo-riŋ              | bo-riŋ              | riŋ                 | rim                 | rim                 | diŋ                 | boverim    | weriŋ      | *-rim             |
| 6     | wonaŋ               | wonaŋ               | wonaŋ               | wona                | bo-wonaŋ            | bo-onaŋ             | wonɑŋ               | wonem               | 5+1                 | 'wonaŋ              | 5+1        | weonaŋ     | *(w)onam          |
| 7     | itu                 | itu                 | ruwu-varu           | itu                 | bo-waru             | bo-itu              | itu                 | fik                 | 5+2                 | 'itu                | 5+2        | weitu      | *-itu             |
| 8     | indeatoru (2x4)     | injatoru (2x4)      | toro-varu           | wa'ru               | bo-hiuŋ             | bo-indea- toru      | wɑru                | war                 | 5+3                 | 'waru               | 5+3        | wewa       | *-waru            |
| 9     | indeata             | injataŋ             | aro-varu            | si'u                | bo-indea- tanai     | bo-indea- tanai     | siu                 | siu                 | 5+4                 | syu                 | 5+4        | wesi       | *-siu             |
| 10    | sura                | ura                 | sura                | haura               | ha'ura              | ura                 | hɑʊrɑ               | safur               | sura                | 'hura               | sur        | sura       | *saɸura >*sura    |